# Arthur Berriedale Keith
Arthur Berriedale Keith (Edimburgo, 5 aprile 1879 – Edimburgo, 6 ottobre 1944) è stato un indologo scozzese.

## Generalità
Arthur Berriedale Keith è stato docente di sanscrito e filologia comparata presso l'Università di Edimburgo e avvocato costituzionale. Nella sua vita acquisì, frutto degli incarichi professionali e del suo impegno, una vasta conoscenza della storia dell'Impero britannico. Importanti sono stati anche i suoi contributi allo studio della letteratura classica sanscrita.
Alla sua morte, i suoi numerosi scritti e libri sul sanscrito e sulla storia della giurisprudenza in India furono donati all'Università di Edimburgo, costituendo la Arthur Berriedale Keith Collection.

## Opere
- Imperial Unity and the Dominions, 1916.
- The Belgian Congo and the Berlin act, 1919.
- War government of the British dominions, Humphrey Milford, Londra 1921.
- Dominion home rule in practice - volumi 1-2, 1921.
- Speeches & Documents on Indian Policy, 1750-1921 2 vol., 1922.
- The constitution, administration and laws of the Empire, 1924.
- Constitutional history of the first British empire, 1930.
- A constitutional history of India, 1600-1935, 1936.
- The privileges and rights of the crown, 1936.
- The dominions as sovereign states: their constitutions and governments, 1938.
- The British commonwealth of nations: its territories and constitutions, 1940.
- The causes of the war, 1940.

### Indologia
- Indian Mythology, 1917.
- The Samkhya System: A History of the Samkhya Philosophy, 1918.
- A History of Sanskrit Literature, 1920.
- Rigveda Brahmanas: the Aitareya and Kauṣītaki Brāhmaṇas of the Rigveda, 1920.
- Indian Logic and Atomism: An Exposition of the Nyāya and Vaiçeṣika, 1921.
- The Karma-Mīmāṁsā, 1921.
- Buddhist Philosophy in India, 1923.
- Classical Sanskrit literature, 1923.
- The Sanskrit drama in its origin, development, theory & practice, 1924.
- The Religion and Philosophy of the Veda and Upanishads, 1925.